# 宇佐美珍彦
宇佐美 珍彦（うさみ うずひこ、1893年〈明治26年〉11月27日 - 1969年〈昭和44年〉12月21日）は、日本の外交官。駐エジプト公使。

## 経歴
長野県出身。1918年（大正7年）、東京帝国大学法科大学政治科を卒業し、高等試験行政科に合格した。農商務省に入省し、同年文官高等試験に合格。1920年（大正9年）に外務事務官・臨時平和事務局勤務に転じ、1921年（大正10年）に外交官補・国際連盟帝国事務局勤務。フランス大使館三等書記官、同二等書記官、外務事務官・条約局第一課勤務、同亜細亜局第一課勤務を経て、1929年（昭和4年）安東領事。1930年（昭和5年）外務書記官・通商局第二課長。1934年（昭和9年）福州総領事。1935年（昭和10年）奉天総領事。1937年（昭和12年）大使館参事官兼国際会議帝国事務局次長兼在ジュネーヴ総領事。1938年（昭和13年）ドイツ大使館参事官。1940年（昭和15年）エジプト駐箚特命全権公使。1940年（昭和15年）、駐エジプト公使に就任。
1940年（昭和15年）、興亜院経済部長に転じ、1942年（昭和17年）からは大東亜省支那事務局長となった。1944年（昭和19年）からは駐中華民国特命全権公使・在上海大日本帝国大使館事務所長を務めた。

## 栄典
- 1940年（昭和15年）8月15日 - 紀元二千六百年祝典記念章[6]